# (2319) Aristides
(2319) Aristides (7631 P-L) – planetoida z pasa głównego asteroid okrążająca Słońce w ciągu 4,95 lat w średniej odległości 2,9 au. Odkryta 17 października 1960 roku.